# Angel Down
Angel Down es un álbum de estudio del cantante canadiense Sebastian Bach, producido por Roy Z (Bruce Dickinson, Rob Halford, Judas Priest), y grabado en Sound City Studios & Undercity Studios en Hollywood, California. Participaron de la grabación los guitarristas "Metal" Mike Chlasciak y Johnny Chromatic, Bobby Jarzombek en la batería, y Steve DiGiorgio en el bajo. 
Salió al mercado el 20 de noviembre de 2007; contiene 14 canciones, 3 de ellas cantando con Axl Rose: "(Love is a) Bitchslap," la versión de Aerosmith "Back In the Saddle," y "Stuck Inside."

## Back in the Saddle
Sebastian Bach obtuvo el permiso de sacar la versión del mismo Steven Tyler; Axl Rose lo llamó por celular desde el estudio y le pasó el móvil a Sebastian Bach; le preguntó y Steven gustoso dio su consentimiento.

## Carátula
La portada del álbum "Angel Down" es una pintura original del fallecido padre de Bach, conocido artista Canadiense David Bierk, que murió en el 2002; la pintura titulada "David Watching", fue pintada en 1990, una elección emocional de Bach; Bierk también pintó la portada del álbum Slave to the Grind de Skid Row en 1991, considerada por la revista Rolling Stone como una de las cinco mejores portadas del año. El trabajo de Bierk ha sido exhibido en Galerías de Arte por toda Norteamérica.

## Canciones
1. "Angel Down" (Adam Albright/Sebastian Bach) - 3:48
2. "You Don't Understand" (Sebastian Bach/Roy Z) - 3:06
3. "Back In The Saddle" (Joe Perry/Steven Tyler) - 4:19
4. "(Love Is) A Bitchslap" (Sebastian Bach/Roy Z) - 3:08
5. "Stuck Inside" (Johnny Chromatic/Axl Rose) - 2:57
6. "American Metalhead" (Mike Chlasciak) - 4:02
7. "Negative Light" (Sebastian Bach/Mike Chlasciak/Steve Digiorgio) - 4:33
8. "Live And Die" (Mike Chlasciak/Tim Clayborne) - 3:53
9. "By Your Side" (Sebastian Bach/Roy Z) - 5:27
10. "Our Love Is A Lie" (Sebastian Bach/Mike Chlasciak/Roy Z) - 3:20
11. "Take You Down With Me" (Sebastian Bach/Steve DiGiorgio) - 4:37
12. "Stabbin' Daggers" (Sebastian Bach/Johnny Chromatic/Bobby Jarzombek) - 3:41
13. "You Bring Me Down" (Ralph Santolla) - 3:16
14. "Falling Into You" (Sebastian Bach/Desmond Child) - 4:21